# 20 Sextantis
20 Sextantis (20 Sex) es una estrella en la constelación de Sextans, el sextante.
Tiene magnitud aparente +7,22 y está, de acuerdo a la nueva reducción de los datos de paralaje de Hipparcos, a 169 años luz de distancia del sistema solar.
20 Sextantis es una enana amarilla de tipo espectral F7V, siendo sus características muy parecidas a las de θ Persei A, ι Piscium o ξ Capricorni, aunque está más alejada de nosotros que estas.
Tiene una temperatura efectiva de 6577 ± 70 K —800 K más caliente que el Sol— y su radio es un 26% más grande que el radio solar.
Gira sobre sí misma con una velocidad de rotación proyectada de 22 km/s —límite inferior de la misma—, por lo que rota al menos 10 veces más deprisa que el Sol.
Presenta un contenido metálico ligeramente inferior al solar; dos estudios distintos determinan valores de -0,04 y -0,11 para su índice de metalicidad [Fe/H].
20 Sextantis tiene una masa de 1,27 masas solares y su edad se estima en 3000 millones de años.
Al igual que el Sol y la mayor parte de las estrellas de nuestro entorno, 20 Sextantis es una estrella del disco fino.